# Det haver så nyligen regnet
"Det haver så nyligen regnet" er en sang, hvis melodi oprindeligt stammer fra en folkevise, der var en kærlighedssang, men som i 1890 fik en ny tekst af historikeren og læreren Johan Ottosen. Sangen blev forvandlet til en kamp- og protestsang i det sydlige Jylland, der var blevet overtaget af Preussen efter anden slesvigske krig i 1864. Efter at sangen blev forbudt af preusserne, udkom der en sangbog i 1899, hvor der var en tom side, hvor sangen skulle have været, men folk kunne den udenad. I sangens første vers synges eksempelvis om frø af ugræs er føget over hegnet, hvor der hentydes til preussernes tilstedeværelse i Nordslesvig. I sangen omtales et "vi", som er de dansksindede, mens der med "de" hentydes til preusserne. I forbindelse med besættelsen under 2. verdenskrig, blev sangen populær i hele landet som en protest mod tyskerne.
I forbindelse med 100-års-markeringen bad Grænseforeningen Sigurd Barrett om at lave en ny udgave af sangen, der ikke puster til fremmedhad, som han kaldte "Det har været et vildt og voldsomt regnvejr", hvilket har affødt kritik.